# 2392 Jonathan Murray
A 2392 Jonathan Murray (ideiglenes jelöléssel 1979 MN1) a Naprendszer kisbolygóövében található aszteroida. Eleanor F. Helin,  Schelte J. Bus fedezte fel 1979. június 25-én.